# 趙文海 (音樂人)
趙文海（英語：Eddie Chiu，？—），香港音樂製作人，兼任作曲、編曲、唱片監製及音樂總監。

## 簡歷
趙文海小時先後就讀於天主教伍華小學及中華基督教青年會中學，自幼受父親薰陶而鍾情於音樂，10歲學習鋼琴、14歲轉習電子琴，1980年，趙文海之小學老師兼香港著名填詞人鄭國江引薦趙加入香港樂壇。其後，趙文海先後擔任作曲人、編曲人、唱片監製，曾分別於香港百代唱片及華星唱片任職音樂製作助理，後逐步於兩所唱片公司負責音樂要職，後又曾任香港有線電視旗下YMC音樂台之創台台長。趙文海曾與多位香港歌手合作，包括羅文、葉振棠、汪明荃、陳美齡、關菊英、梅艷芳、劉德華、杜德偉、呂方、小虎隊等，其中尤以與羅文的合作最多，曾協助監製其《卉》專輯及負責監製《愛的幻想》全碟，並為後者於1984年4月舉辦的第八屆香港金唱片頒獎典禮上獲頒本地白金唱片獎項。
2010年，趙文海創立「和平傳播」，主要培訓新一代音樂創作人及製作人。現為國際華語音樂聯盟副主席。
2023年，香港中文大學陳煒舜教授與香港理工大學李萌博士擔任由香港電台電視部製作的學術性清談節目《大師對談》第六季之主持，節目主題以「可以唱的文學作品」為題，由該曲的歷史背景、文學與音樂的結合，從《詩經》、《楚辭》一直講到香港華語歌曲，強調「讓歷代大師憑藉主持人之口與觀眾對談」。各集皆呈現一首歌曲，由趙文海及其團隊為集內談到的一首作品譜曲、配樂，並由不同歌手演繹。

## 主要作品

### 曲作
- 《浪淘沙》羅文
- 《中國夢》羅文
- 《愛的幻想》羅文
- 《桂花》羅文
- 《含笑》羅文
- 《好姻緣》羅文、汪明荃
- 《春泛西湖》羅文
- 《路直路灣》李龍基
- 《思想走了光》陳百强
- 《愛意全屬你》陳美齡
- 《七色白日夢》劉德華
- 《記憶中漫步》劉德華
- 《我願獨行》劉德華
- 《愛情路裡》張國榮
- 《紗籠女郎》梅艷芳
- 《今日的我》汪明荃
- 《新的一頁》關菊英
- 《淚之愛》關菊英
- 《心裡譜》關菊英
- 《早晨校長》小虎隊
- 《可會遺忘》呂方
- 《從未如此深愛過》呂方
- 《俗世如來》呂方
- 《縱使一天》杜德偉
- 《夏季Sha La La》陳松齡
- 《這就是愛》林楚麒
- 《滔滔江水》葉麗儀
- 《最後抱擁》鄭少秋
- 《約定天國》莫鎮賢
- 《愉快的分享》薛家燕

### 音樂劇
- 《白蛇傳》（與鍾肇峰合作）
- 《真愛不老》基督教音樂劇

### 電影音樂
- 1989年：《福星臨門》
- 1989年：《發達先生》
- 1989年：《驚魂記》

### 電影配樂
- 1986年：《亂世英雄亂世情》
- 1991年：《賭后》

## 外部連結
- 趙文海的Facebook專頁
- 趙文海在香港影庫上的簡介